# Shinjuku
Shinjuku (japanska: 新宿区, Shinjuku-ku) är en stadsdelskommun i Tokyo. Det är stadens administrativa och kommersiella centrum. I Shinjuku finns många av Tokyos högsta skyskrapor. Shinjuku station är världens mest trafikerade station med cirka 3,7 miljoner resenärer som dagligen passerar den.

## Parker
I Shinjuku finns flera parker. Den stora parken i sydöst (gränsande till grannkommunen Shibuya) heter Shinjuku Gyoen. En betydligt mindre park är Shinjukus centralpark, i direkt anslutning till skyskrapedistriktet Nishi-Shinjuku (Väst-Shinjuku) och Tokyos nya stadshus.

## Galleri

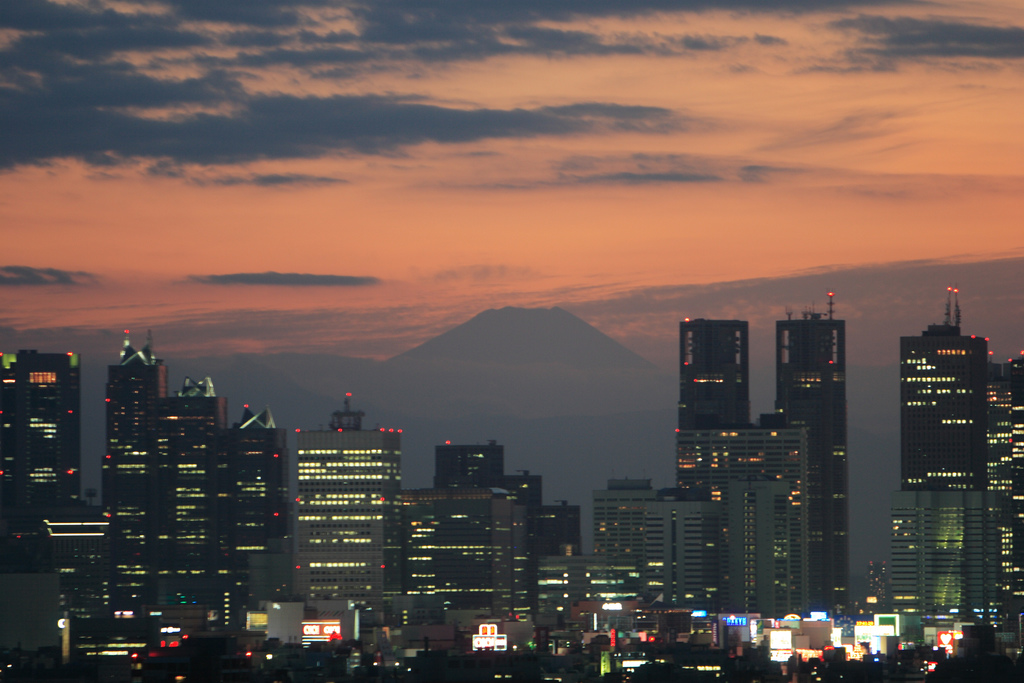
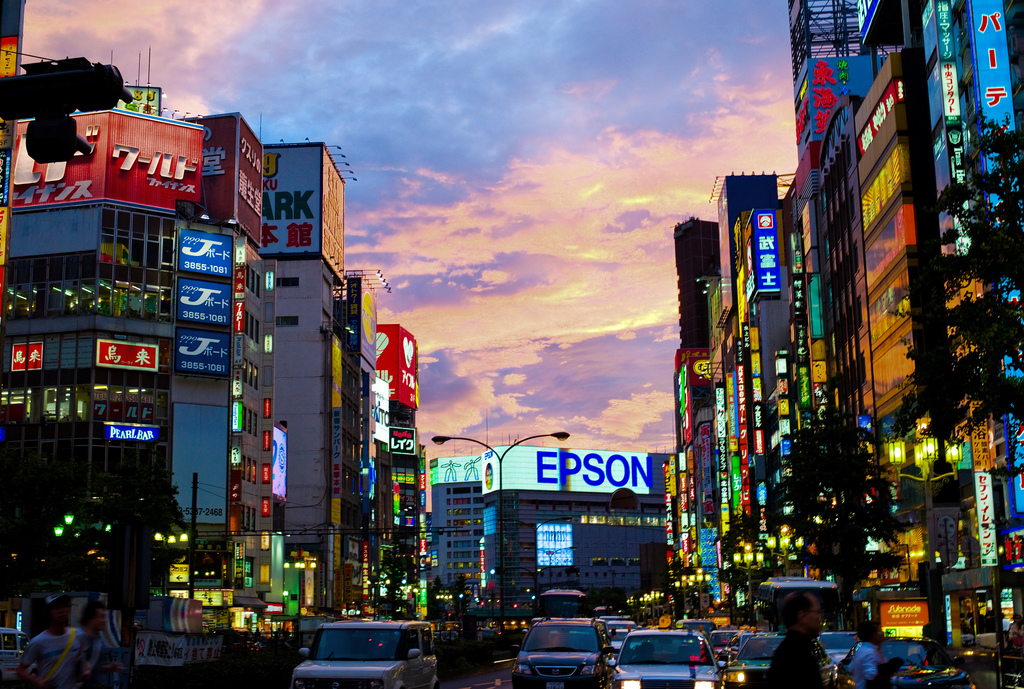
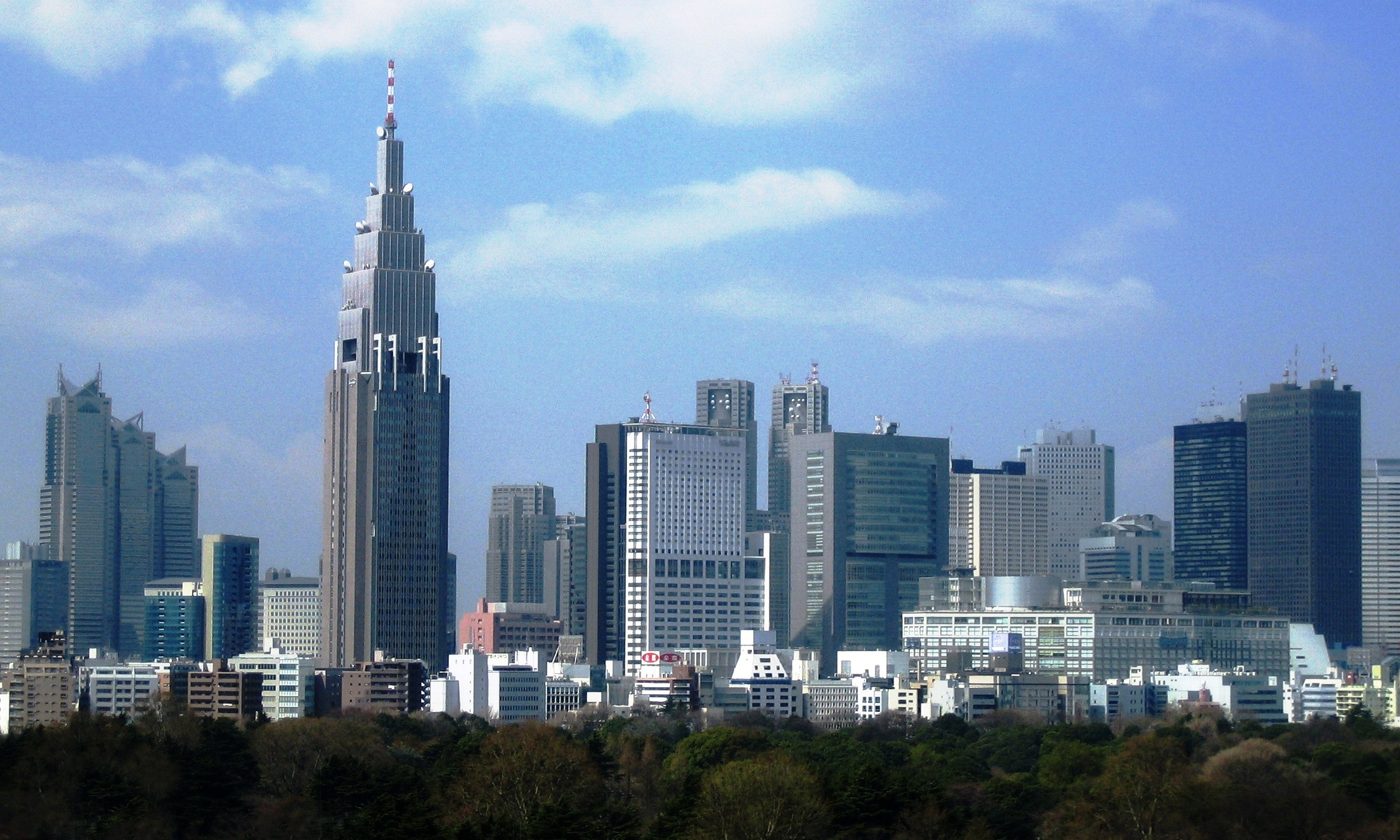
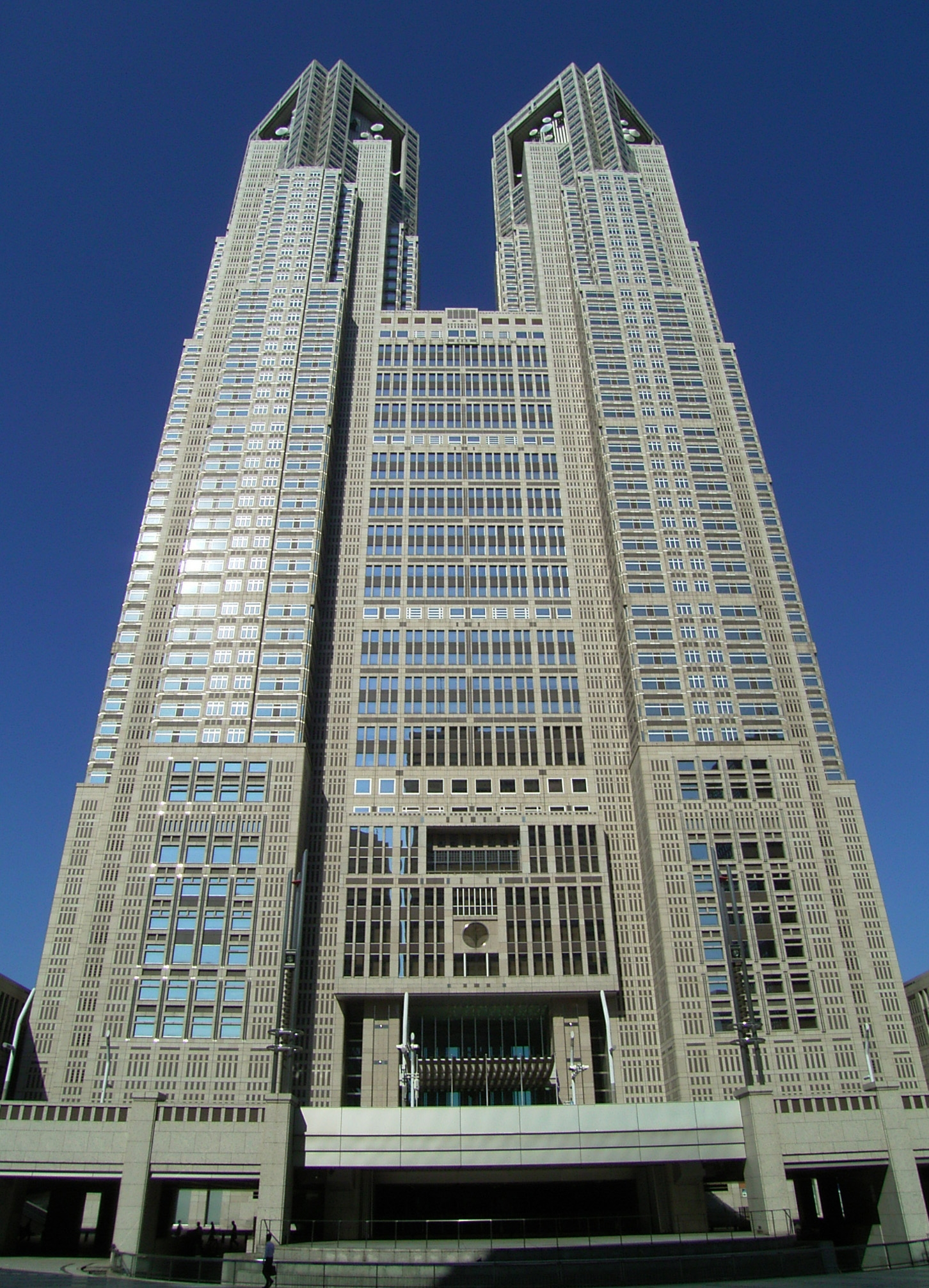
Tokyos nya stadshus, en av de högsta skyskraporna i Tokyo.
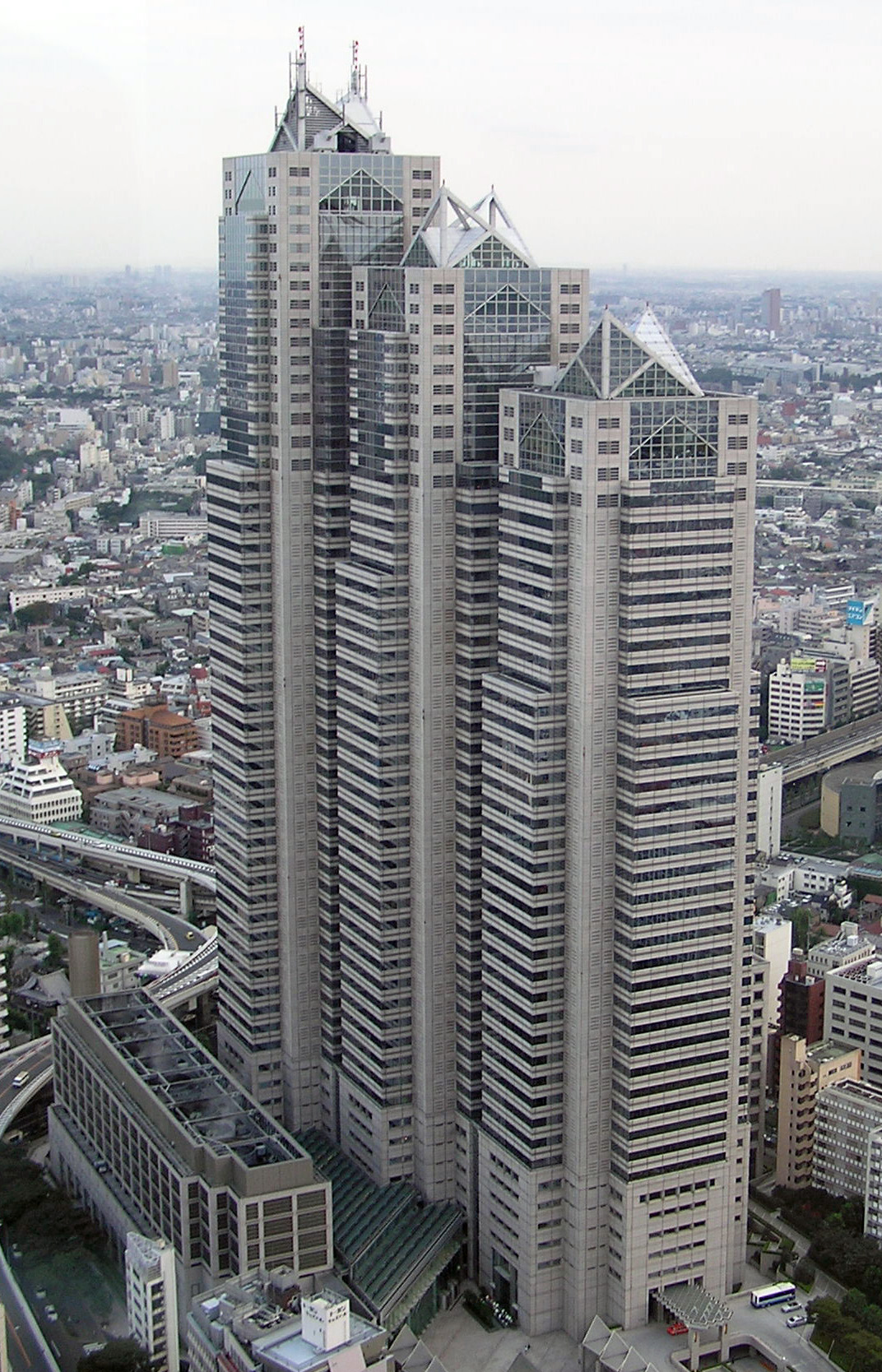
Hotellet som används i filmen Lost in Translation.
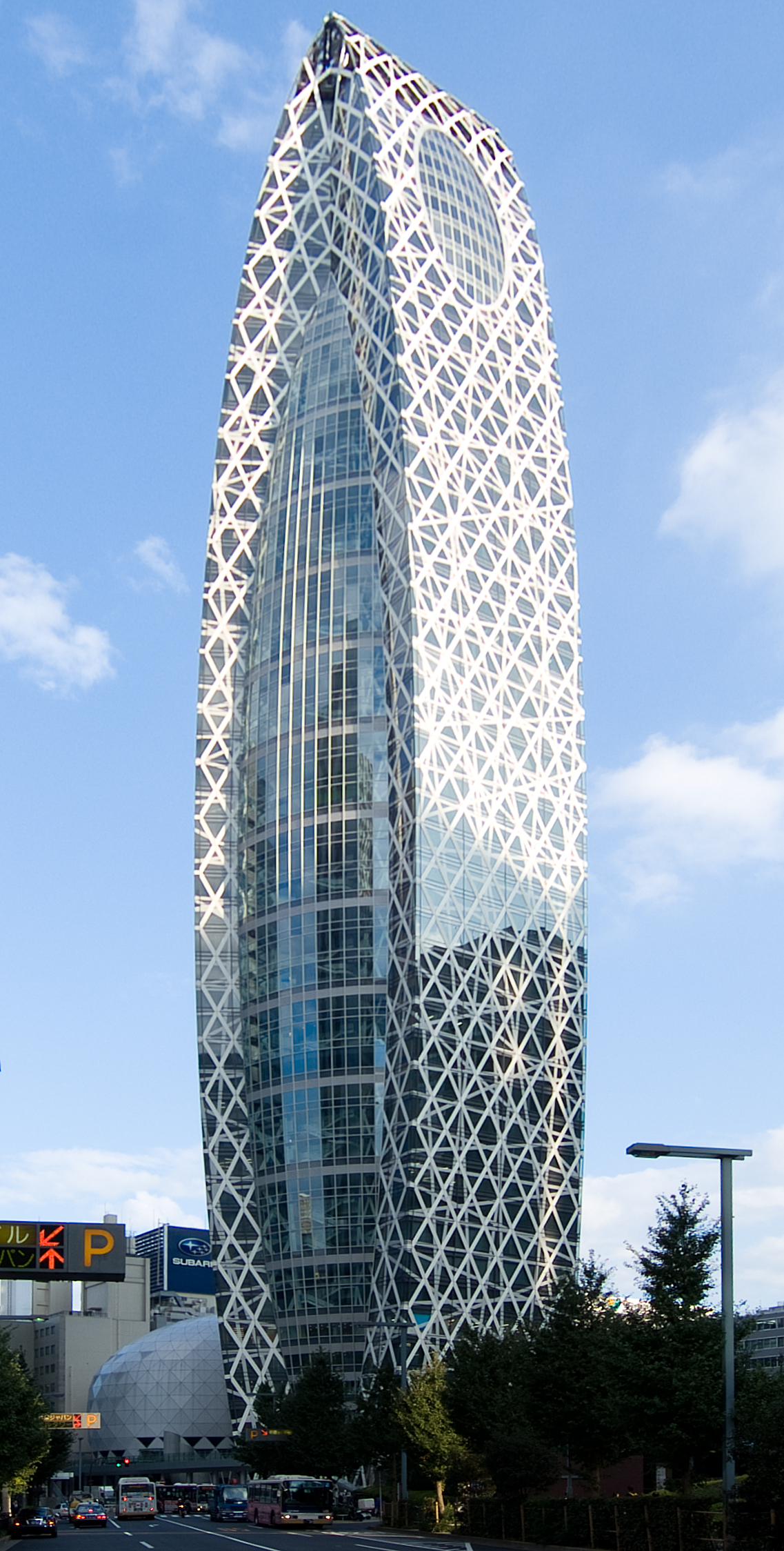
Cocoon Tower är ett av de senaste tillskotten i Shinjukus stadssiluett.
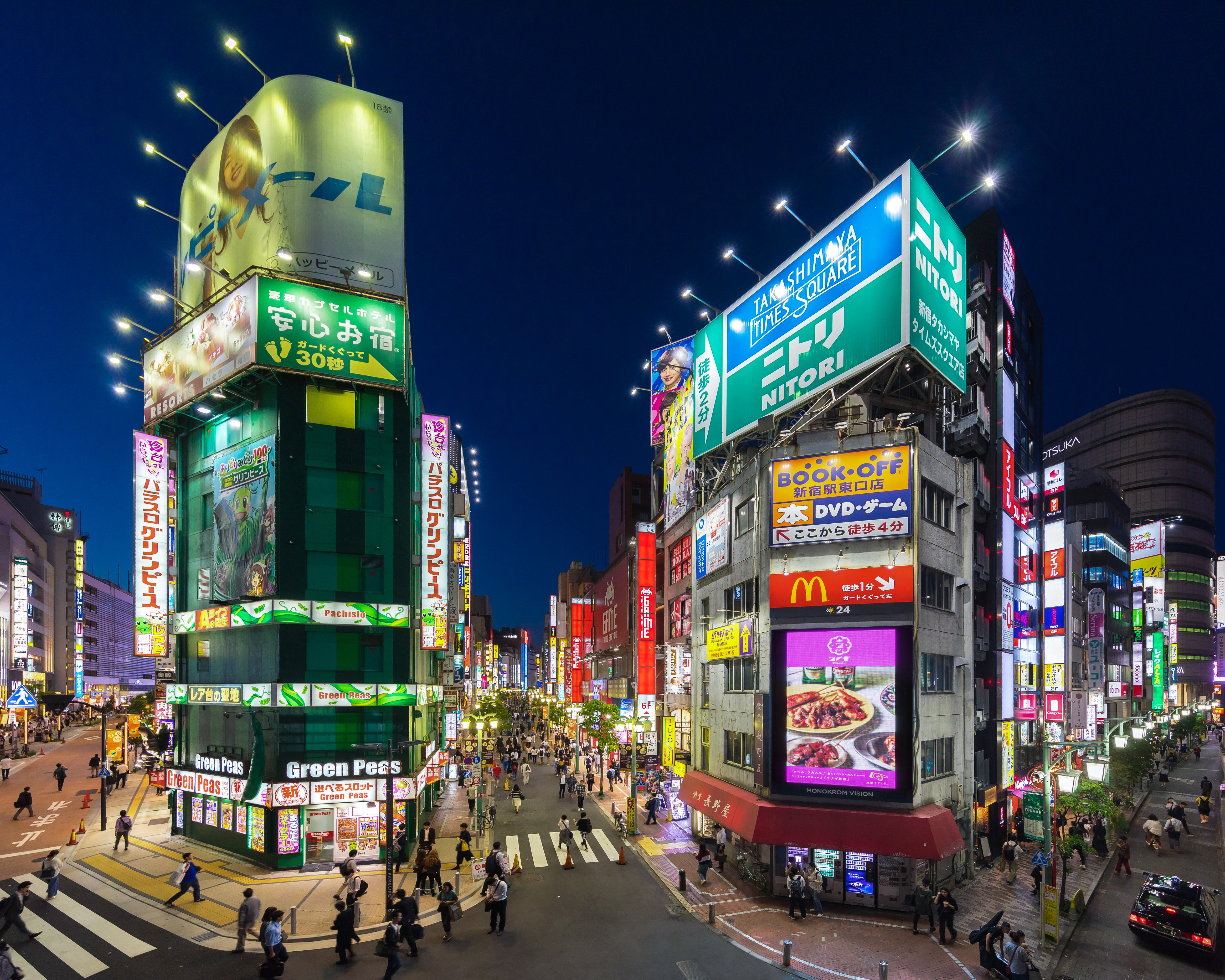
Blå timmen över Shinjuku.

## Borgmästare
- Hiroko Nakayama, 24 november 2002–23 november 2014
- Kenichi Yoshizumi, 24 november 2014–

Denna lista hämtas från Wikidata. Informationen kan ändras där.